# VC Leipzig
Der VC Leipzig war ein Volleyball-Verein, der bis 2009 in der Bundesliga spielte. Der Verein entstand im Sommer 2006 aus dem Zusammenschluss des VV Leipzig mit dem VC Markranstädt. Der Verein meldete nach der Saison 2008/09 Insolvenz an; die Spielrechte und die Mehrzahl der Mitglieder wurden durch den neugegründeten Verein L.E. Volleys aufgefangen, dessen erste Männermannschaft von 2009 bis 2018 in der 2. Volleyball-Bundesliga Süd spielte.

## Team
Das Team für die Saison 2008/09 bestand aus zehn Spielern. Vor der Saison wurde ein großer Teil des Kaders ausgewechselt. Neun Spieler verließen den Verein, acht kamen neu hinzu, darunter zwei Akteure aus der zweiten Mannschaft.
Der Chef-Trainer war Steffen Busse. Sein Assistent war Gunter Strotzer. Die Ärzte Lutz Strohbach und Olaf Hoffmann sowie die Physiotherapeuten Felix Jende und Peter Schröder sorgten für die medizinische Betreuung.
| Name             | Nr. | Nation                  | Größe  | Geburtsdatum  | Position |
| ---------------- | --- | ----------------------- | ------ | ------------- | -------- |
| Roy Friedrich    | 15  | Deutschland             | 2,02 m | 1. Feb. 1988  | MB       |
| Jan Günther      | 7   | Deutschland             | 1,96 m | 11. Apr. 1977 | MB       |
| Christoph Helbig | 8   | Deutschland             | 1,97 m | 4. März 1984  | D        |
| Hannes Höpfner   | 5   | Deutschland             | 1,97 m | 11. Feb. 1984 | AA       |
| Andi Klingbeil   |     | Deutschland             | 1,97 m | 29. März 1988 | MB       |
| Tomás Knebelkamp | 4   | Brasilien / Deutschland | 1,83 m | 1. März 1985  | L        |
| Jure Kvesic      | 18  | Kroatien                | 1,91 m | 6. Feb. 1978  | Z        |
| Roman Metelsky   |     | Deutschland             | 1,93 m | 16. Juni 1989 | Z        |
| Lutz Mühlisch    | 12  | Deutschland             | 1,91 m | 29. Dez. 1968 | AA       |
| Erik Wichert     |     | Deutschland             | 1,99 m | 3. Okt. 1988  | D/AA     |

Positionen: AA = Annahme/Außen, D = Diagonal, L = Libero, MB = Mittelblock, Z = Zuspiel

## Geschichte
Der Vorgänger-Verein SC Leipzig konnte den Europapokal der Landesmeister und 19 Mal den nationalen Meistertitel der DDR erringen und ist damit der erfolgreichste Verein aus Ostdeutschland. Nach dessen Auflösung 1993 wechselten die Volleyballer zum VfB Leipzig. Im Jahr 2000 gründeten sie den neuen Verein VV Leipzig, der sich zur Saison 2006/07 mit dem benachbarten VC Markranstädt vereinigte. Nationalspieler wie Mark Siebeck und Marcus Popp spielten ebenso in Leipzig wie der spätere Beachvolleyballprofi Eric Koreng. Nach der Insolvenz des Vereins im März 2009 gelang die Übertragung sämtlicher Spielrechte an den neugegründeten Verein L.E. Volleys.

## Bundesliga
In seiner Premieren-Saison erreichte der neue Verein das Playoff-Viertelfinale, wo er gegen den späteren Meister VfB Friedrichshafen ausschied. In der Saison 2007/08 verloren die Leipziger als Tabellensechster das Viertelfinale gegen Moers. In der folgenden, wirtschaftlich schwierigen Saison reichte es mit 7 Siegen und 17 Niederlagen nur zum 11. Platz, der zum Abstieg in die 2. Bundesliga Süd führte, in der seitdem die erste Mannschaft des Nachfolgevereins L.E. Volleys spielt.

## DVV-Pokal
In der Saison 2006/07 schied der VCL im Halbfinale gegen den VfB Friedrichshafen aus. Im Achtelfinale der Saison 2007/08 unterlagen die Leipziger dem Moerser SC.